# Franz Manthey
Franz Manthey (* 19. April 1904 in Waldzabern; † 7. August 1971 in Hildesheim) war ein römisch-katholischer Theologe.

## Leben
Nach der Priesterweihe 1928 in Pelplin wurde der Schüler des Philosophen Franz Sawicki dessen Nachfolger auf dem Lehrstuhl für Grenzfragen zwischen Theologie und Philosophie am Priesterseminar in Pelplin. Nach Bedrängung durch den polnischen Sicherheitsdienst 1958 reiste er in die Bundesrepublik aus und wurde 1958 Professor für Konfessionskunde und Ökumenismus am Priesterseminar Hildesheim. Er wurde auf dem St. Magdalenen Friedhof Hildesheim begraben.

## Schriften (Auswahl)
- Die Sprachphilosophie des hl. Thomas von Aquin und ihre Anwendung auf Probleme der Theologie. Paderborn 1937, OCLC 224458345.
- Heimat an Weichsel und Ostsee. Ein Lesebuch. Hildesheim 1964, OCLC 720073099.
- Das Problem der Erlösung in den Religionen der Menschheit. Hildesheim 1964, OCLC 720073106.
- Künder und Deuter menschlicher Existenz. Osnabrück 1966, OCLC 491132614.

## Quelle
- Priesterkartei im Bistumsarchiv Hildesheim